# Nigel Davies (antropologo)
Claude Nigel Byam Davies (Hendon, 2 settembre 1920 – Tijuana, 25 settembre 2004) è stato un antropologo, storico e militare britannico specializzato nello studio delle culture dell'America precolombiane, pubblicò 12 lavori accademici su Aztechi, Inca e Toltechi.
Oltre al suo lavoro accademico, Davies fu anche granatiere durante la seconda guerra mondiale e rappresentante per il partito Conservatore alla Camera dei comuni.

## Biografia
Nato nel settembre del 1920 a Hendon - oggi sobborgo londinese, all'epoca nel Middlesex - da Claude e Nellie Davies, studiò a Eton per poi trasferirsi all'Università della Provenza di Marsiglia e, per poco tempo, alla Università di Potsdam a Berlino, prima dello scoppio della seconda guerra mondiale. Nel 1939 Davies frequentò il Royal Military College (Sandhurst) laureandosi l'anno seguente col grado di tenente delle Grenadier Guards. Durante la guerra servì in Medio Oriente, Italia e Balcani, lasciando il servizio dopo la fine della guerra nel 1946. Nelle elezioni del 1950 Davies si candidò venendo eletto per un seggio dell'Epping come deputato del Partito Conservatore (Regno Unito). L'anno successivo diede le dimissioni, rifiutando di presentarsi alle elezioni del 1951, dove l suo posto fu preso dal conservatore Graeme Bell Finlay.
In seguito Davies conseguì un Ph.D. in archeologia e studiando presso lo University College (Londra) e lo UNAM (Città del Messico). Compì un lungo percorso di studi sulle antiche civiltà delle Americhe, mantenendo il ruolo di direttore della Windowlite Ltd. Tra le opere di Davies si trovano libri sugli Aztechi, gli Inca del Sudamerica e, in particolare, sui Toltechi, popolo pre-azteco che abitava il Messico centrale. Le sue opere vengono ora utilizzate come importante fonte. Davies non si è mai sposato, trasferendosi il seguito a vivere a Tijuana, dove morì nel settembre del 2004.

## Opere
- Los Señoríos Independientes del Imperio Azteca, 1968
- Los Mexicas: primeros pasos hacia el imperio, 1973
- Gli Aztechi. Storia di un impero (The Aztecs, 1973), traduzione di Pina Sergi, Biblioteca di storia n.52, Roma, Editori Riuniti, 1975.
- The Toltecs, 1977
- Voyagers to the New World, fact and fantasy, 1979
- The Toltec Heritage, 1980
- Human Sacrifice, 1981
- The Ancient Kingdoms of Mexico, 1983
- The Rampant God, 1984
- The Aztec Empire, 1987
- The Incas, 1995
- The Ancient Kingdoms of Peru, 1997